# District de Quanshan
Le district de Quanshan (泉山区 ; pinyin : Quánshān Qū; Tuyền Sơn) est une subdivision administrative de la province du Jiangsu en Chine. Il est placé sous la juridiction de la ville-préfecture de Xuzhou.